# Percnostola
Percnostola is een geslacht van vogels uit de familie Thamnophilidae. Het geslacht telt twee soorten:
- Percnostola arenarum  – Allpahuayomiervogel
- Percnostola rufifrons  – Roetkopmiervogel